# Collierville
Collierville é uma vila localizada no estado norte-americano do Tennessee, no Condado de Shelby.

## Demografia
Segundo o censo norte-americano de 2000, a sua população era de 31.872 habitantes.
Em 2006, foi estimada uma população de 38.678, um aumento de 6806 (21.4%).

## Geografia
De acordo com o United States Census Bureau tem uma área de 63,9 km², dos quais 63,6 km² cobertos por terra e 0,3 km² cobertos por água. Collierville localiza-se a aproximadamente 109 m acima do nível do mar.

## Localidades na vizinhança
O diagrama seguinte representa as localidades num raio de 24 km ao redor de Collierville.